# Ариал
Ариа́л (англ. Arial), также известный как Arial MT — компьютерный шрифт класса неогротеск, похожий на шрифт Гельветика, относящийся к типу шрифты без засечек. Используется в Windows, macOS и другом ПО c PostScript. Права на шрифт принадлежат Monotype.
Создан в 1982 году командой из десяти человек, возглавляемой Робином Николасом и Патрицией Сандерс, для компаний Monotype Typography и Type Solutions Inc.
Обладает модификациями Arial Black, Bold, Extra Bold, Condensed, Italic, Light, Medium, Monospaced, Narrow и Rounded.

## История
Первоначально известен как Sonoran Sans Serif, нынешнее название получил вскоре после начала использования в Windows.
Arial создавался как альтернатива шрифту Гельветика, права на который принадлежали компании Linotype. С внедрением в Windows 3.1 технологии TrueType, в компании Microsoft было решено встроить этот шрифт в Windows по причине более дешёвой лицензии на использование.
Версия 2.76 пополнилась поддержкой иврита и арабской азбуки.
В версию 2.82 добавлены символы кириллицы, используемые в казахском и киргизском языках.
В версию 5.00 добавлены: Latin-C и Latin D, IPA Extension, расширенный греческий, дополнение к кириллице и коптским символам.

## Внешний вид
Шрифт Arial достаточно сильно похож на шрифт Helvetica и если не знать, на какие детали смотреть, их можно спутать.

## Версии Arial
Список известных версий:
- Arial
- Arial Black: Arial Black, Arial Black Italic. Этот тип известен как особенно жирный.
- Arial Narrow: Arial Narrow Regular, Arial Narrow Bold, Arial Narrow Italic, Arial Narrow Bold Italic. Этот вариант представляет собой сжатую версию шрифта.
- Arial Rounded: Arial Rounded Light, Arial Rounded Regular, Arial Rounded Medium, Arial Rounded Bold, Arial Rounded Extra Bold. Это округлый вариант шрифта.
- Arial Special: Arial Special G1, Arial Special G2.
- Arial Monospaced: в этом варианте символы, такие как @, M, W переработаны.
- Arial Nova: распространялась с Windows 10, сейчас можно бесплатно скачать в Microsoft Store[4]. Шрифт имеет полужирный, обычный, светлый и сжатые начертания.
- Arial Unicode MS.

## Arial в других семействах шрифтов
Символы Arial также используются в шрифтах, разработанных для сложных систем письма, включая Arab Transparent, BrowalliaUPC, Cordia New, CordiaUPC, Miriam, Miriam Transparent, Monotype Hei, упрощенный арабский.

## Свободные альтернативы
Liberation Sans — это метрический эквивалент шрифта Arial, разработанный Стивом Мэтисоном из Ascender Corp. и опубликованный Red Hat в 2007 году под лицензией GPL+ с некоторыми исключениями С версии 2.00.0 и далее публикуются под лицензией SIL Open Font License. Он используется в некоторых дистрибутивах GNU/Linux в качестве замены шрифта Arial по умолчанию.
Liberation Sans Narrow — метрический эквивалент шрифта Arial Narrow, внесенный в семейство шрифтов Liberation корпорацией Oracle в 2010 году, но не включен в 2.00.0.